# Leopold von Schroeder
Leopold von Schroeder (24. prosince 1851 Tartu – 8. února 1920 Vídeň) byl baltskoněmecký indolog. Studoval na univerzitách v Tartu, Jeně a Tübingenu a v roce 1894 získal profesorský titul v Innsbrucku. Od roku 1899 působil jako profesor staroindické filologie a archeologie na Vídeňské univerzitě a v následujícím roce se stal členem Císařské akademie věd ve Vídni. Schroeder byl obdivovatelem díla Richarda Wagnera a podílel se na divadelním životě ve Vídni. Pojilo ho blízké přátelství s Wagnerovým zetěm Houstonem Stewartem Chamberlainem.

## Dílo
Schroeder se ve svém díle snažil ukázat, že Wagnerův světonázor má hluboké kořeny v árijském dávnověku. V Mysterium und Mimus im Rigveda se pokoušel hledat indické protějšky eleusinských a dionýských mystérií a nalezl je v údajných falických plodnostních kultech Višnua-Kršny, Šivy, gandharvů a dalších bytostí. Účelem těchto kultovních slavností podle Schroedera nebylo vyrovnání se se strachem z rozmarů přírody, jako se domníval David Hume či James Frazer, ale oslava přírody v duchu „filozofie života“.
Ze tří svazků Arische Religion měl být každý věnován jednomu aspektu indoevropského náboženství: první pramonoteismu, druhý kultu přírody a třetí nejspíše animismu. V prvním díle se tak Schroeder zaobírá prvotní vírou v nejvyšší bytost, která podle něj vychází z přirozeného lidského altruismu, čímž stál v opozici k dobovému evolucionismu. Ve své argumentaci vychází především z díla Andrewa Langa, ale navazuje také na jeho vědeckého soka, Maxe Müllera. Indoevropany podle jejich pohledu na nejvyšší božstvo dělil Schroeder na dvě skupiny: „lid Bhagy“, jako jsou Indové, Íránci a Slované, který chápe Boha jako mírného a etického; a na „lid válečného boha“, jako jsou Germáni, Keltové, Římané a Řekové, kteří kladou důraz na jeho válečnické aspekty. To připomíná Müllerovo dělení na poklidné Indoíránce a aktivní Evropany. Druhý díl vychází z myšlení mytologické školy, ale namísto mytologie a „ctění přírody“ se zaobírá kultovními slavnostmi, které měly oslavovat život a přírodní síly, které ho umožňují: slunce, oheň a vodu.
Rozdělení díla na tři svazky souvisí také se Schroederovým modelem tří typů božstev, která se vyvinula ze staršího monoteistického nejvyššího boha:
|                  | Indická mytologie     | Klasická mytologie    | Germánská mytologie | Spřízněný aspekt života     |
| ---------------- | --------------------- | --------------------- | ------------------- | --------------------------- |
| Nejvyšší božstvo | Djaus, Varuna, Brahmá | Zeus, Jupiter         | Tý, Frey            | Morálka, etika, láska       |
| Přírodní božstvo | Višnu, Agni           | Apollón, Athéna, Juno | Thór                | Smyslovost, poezie, život   |
| Božstvo duše     | Rudra, Marutové       | Dionýsos, Mars        | Ódin                | Duchovno, kontemplace, smrt |

Tento trojný model nebyl podle jeho názoru vlastní pouze Indoevropanům, ale také celému lidstvu, ač každý z národů klade důraz na jiný z uvedených aspektů. Například Židé zcela zatlačili kult přírody, a to ve prospěch kultu nejvyššího boha.
Přes svůj obdiv k „hrdinským a věrným Árijcům, kteří milují svobodu a přírodu“ nesdílel nenávist k Židům se svými přáteli Wagnerem a Chamberlainem. Naopak oceňoval judaismus jako předchůdce křesťanství a Židy považoval společně s Árijci za nejvýznamnější nositele kultury své doby.
K jeho hlavním pracím náleží:
- Maitrajání Samhita, 1881-1886 (překlad jedné z verzí Jadžurvédy z védského sanskrtu)
- Pythagoras und die Inder, 1884 („Pýthagorás a Indové“)
- Indiens Literatur und Cultur in Historischer Entwicklung, 1887 („Historický vývoj indické literatury a kultury“)
- Buddhismus und Christenthum, 1893 („Buddhismus a křesťanství”)
- Mangoblüthen, 1982 („Mangové květy“, překlady ze sanskrtu)
- Mysterium und Mimus im Rigveda, 1908 („Mystérium a mim v Rgvédě“)
- Die Vollendung des Arischen Mysteriums in Bayreuth, 1911 („Dokončení árijského tajemství v Bayreuthu“)
- Arische Religion („Árijské náboženství“), dokončeny dva svazy ze tří:
  - Einleitung, der altarische Himmelsgott, das höchste gute Wesen, 1914 („Úvod: oltářní nebeský bůh, nejvyšší dobrá bytost“)
  - Naturverehrung und Lebensfeste, 1916 („Uctívání přírody a oslavy života“)
  - Seelengötter und Mysterium, nevydáno („Duchovní bohové a mystérium“)

## Vliv
Schroeder zanechal výrazný vliv na vídeňské folkloristice, která se v prvních desetiletích 20. století dělila na tři školy. První z nich tvořili Schroederovi kolegové a studenti, druhá byla naopak spojena s jeho rivalem Rudolfem Muchou, přesto ale byla jeho dílem silně ovlivněna. Cílem obou těchto škol bylo dokázat kontinuitu mezi dobovou germánskou kulturou a kulturou pravěkých Germánů a Indogermánů. Třetí škola byla orientována katolicky a jejím nejvýznamnějším představitelem byl Wilhelm Schmidt.
K první ze škol patřili především Georg Hüsing, Edmund Mudrak, Karl von Spieß a Wolfgang Schultz. Tito badatelé se soustředili především na mýty a další podoby ústní slovesnosti, a nahlíželi na staré Germány jako ztělesnění řádu. Po nástupu nacismu měla tato škola blízko blízko k Alfredu Rosenbergovi a jeho lnstitut für indogermanische Geistegeschichte (Institut pro indogermánské duchovní dějiny). Druhou školu tvořili například Lily Weiser-Aall, Otto Höfler, Richard Wolfram a Gilbert Trathnigg. Ti se soustředili na rituály a kulty a v evolucionistickém duchu chápali starou germánskou civilizaci jako barbarskou. Tato škola často spolupracovala s ústavem Ahnenerbe (Dědictví předků) Heinricha Himmlera.